# Ten Torments Of The Damned
 Ten Torments Of The Damned  este primul material al formației americane de goregrind/deathgrind Cattle Decapitation, apărut sub forma unui demo în 1997, într-un număr limitat de 4000 de copii.

## Tracklist
1. "Priest Of Ass" - 00:44
2. "The Axe Will Fall" - 0:27
3. "Mad Cow Conspiracy" - 00:32
4. "Parasitic Infestation" - 00:41
5. "Projectile Vomit" - 01:00
6. "Flesheating Disease" - 00:48
7. "Species Of Feces" - 00:46
8. "Bodysnatcher" - 00:20
9. "Christ On Crack" - 01:04
10. "Nightcrawler" - 01:40

## Componență
- Scott Miller (chitară și voce)
- Gabe Serbian (chitară)
- Dave Astor (tobe)